# EEV 1–10
Az EEV 1–10 egy magyar személyvonati szerkocsis gőzmozdonysorozat volt az Első Erdélyi Vasútnál.
1868-ban az Első Erdélyi Vasút a Maffei müncheni mozdonygyárától 10 darab mozdonyt rendelt. A mozdonyok belsőkeretesek és belsővezérlésűek voltak.
Az EEV 1884-es államosítása után a MÁV átvette a járműparkot és pályaszámrendszerben előbb a 231-240 pályaszámokat kapták, majd 1891-től a második pályaszámrendszerben IIh osztály 1201-1210 pályaszámot viseltek. 1911-től 257.001-008 pályaszámúak lettek.